# العلاقات البرتغالية البيروية
العلاقات البرتغالية البيروفية هي العلاقات الثنائية التي تجمع بين البرتغال وبيرو.

## مقارنة بين البلدين
هذه مقارنة عامة ومرجعية للدولتين:
| وجه المقارنة                                              | البرتغال                                                  | بيرو                                   |
| --------------------------------------------------------- | --------------------------------------------------------- | -------------------------------------- |
| المساحة (كم2)                                             | 92.21 ألف                                                 | 1.29 مليون                             |
| عدد السكان (نسمة)                                         | 10.60 مليون                                               | 32.16 مليون                            |
| الكثافة السكانية (ن./كم²)                                 | 114.95                                                    | 24.93                                  |
| العاصمة                                                   | لشبونة                                                    | ليما                                   |
| اللغة الرسمية                                             | اللغة البرتغالية، اللغة الميراندية                        | اللغة الإسبانية، اللغة الأيمرية، كتشوا |
| العملة                                                    | يورو، اسكودو برتغالي                                      | سول بيروفي جديد                        |
| الناتج المحلي الإجمالي (بليون دولار)                      | 217.57 مليار                                              | 211.39 مليار                           |
| الناتج المحلي الإجمالي (تعادل القوة الشرائية) بليون دولار | 307.82 مليار                                              | 393.13 مليار                           |
| الناتج المحلي الإجمالي الاسمي للفرد دولار أمريكي          | 19.22 ألف                                                 | 6.03 ألف                               |
| الناتج المحلي الإجمالي للفرد دولار أمريكي                 | 28.76 ألف                                                 | 11.99 ألف                              |
| مؤشر التنمية البشرية                                      | 0.830                                                     | 0.740                                  |
| رمز المكالمات الدولي                                      | +351                                                      | +51                                    |
| رمز الإنترنت                                              | .pt                                                       | .pe                                    |
| المنطقة الزمنية                                           | توقيت غرب أوروبا، توقيت غرب أوروبا الصيفي، أوروبا/لشبونة ‏ | توقيت بيرو، 00                         |

## منظمات دولية مشتركة
يشترك البلدان في عضوية مجموعة من المنظمات الدولية، منها:
| علم المنظمة | اسم المنظمة                               | تاريخ انضمام البرتغال | تاريخ انضمام بيرو |
| ----------- | ----------------------------------------- | --------------------- | ----------------- |
|             | مؤسسة التنمية الدولية                     | 29 ديسمبر 1992        | 30 أغسطس 1961     |
|             | يونسكو                                    | 11 مارس 1965          | 21 نوفمبر 1946    |
|             | وكالة ضمان الاستثمار متعدد الأطراف        | 6 يونيو 1988          | 2 ديسمبر 1991     |
|             | الأمم المتحدة                             | 14 ديسمبر 1955        | 31 أكتوبر 1945    |
|             | الفريق المعني برصد الأرض                  | ?                     | ?                 |
|             | الاتحاد البريدي العالمي                   | ?                     | ?                 |
|             | البنك الدولي للإنشاء والتعمير             | 29 مارس 1961          | 31 ديسمبر 1945    |
|             | المنظمة الهيدروغرافية الدولية             | ?                     | ?                 |
|             | الاتحاد الدولي للاتصالات                  | 1866                  | 12 يوليو 1915     |
|             | منظمة حظر الأسلحة الكيميائية              | ?                     | ?                 |
|             | مؤسسة التمويل الدولية                     | 8 يوليو 1966          | 20 يوليو 1956     |
|             | المركز الدولي لتسوية المنازعات الاستشارية | 1 أغسطس 1984          | 8 سبتمبر 1993     |
|             | منظمة التجارة العالمية                    | ?                     | ?                 |
|             | منظمة الشرطة الجنائية الدولية             | ?                     | ?                 |

## وصلات خارجية
- موقع وزارة الخارجية البرتغالية
- موقع وزارة الخارجية البيروفية